# Ännchen von Tharau

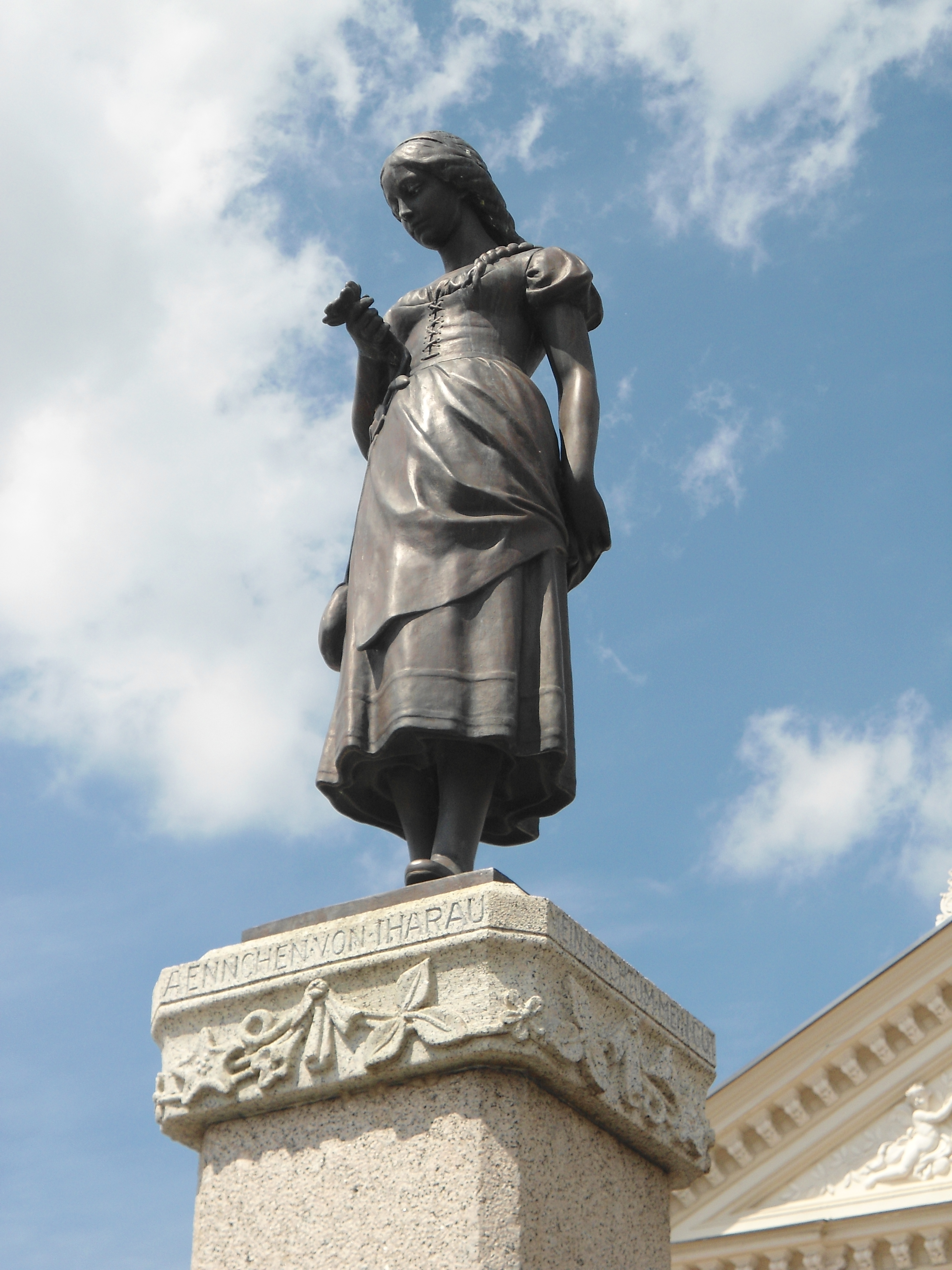
Ännchen von Tharau au sommet de la fontaine Simon-Dach, à Klaipėda.

Ännchen von Tharau, en bas allemand de la Sambie Anke van Tharaw (en français Annette de Tharau) est le titre d'une chanson folklorique allemande attribuée à Simon Dach. Son origine vient de la Prusse-Orientale au XVIIe siècle et célèbre Anna Neander, la fille du pasteur de Tharau, en 17 strophes.

## Anna Neander
Anna Neander (née en 1615 à Tharau, morte le 28 septembre 1689 à Insterburg) grandit dans un presbytère protestant. Son père est Martin Neander. Elle perd sa mère et son père en 1629 pendant la guerre de Trente Ans et passe le reste de sa jeunesse avec son oncle et parrain Stolzenberg à Königsberg.
En 1636, Anna épouse le pasteur Johannes Portatius, qui prend d'abord un pastorat à Trempen. En 1641, il se rend à l'église de Laukischken, où Anna vivra pendant environ 35 ans. Cependant, son premier mari meurt en 1646.
La veuve épouse le pasteur Christoph Grube, son successeur. Il meurt après seulement six ans de mariage et Anna épouse le prochain successeur, le pasteur Johann Melchior Beilstein. Les mariages de ce genre correspondent à la disposition pour les veuves paroissiales selon la coutume. Dans les trois mariages, Anna donne naissance à un total de onze enfants.
Après la mort de son troisième mari, elle déménage à Insterburg en 1676 pour vivre avec son fils aîné Friedrich Portatius, pasteur à l'église luthérienne. Le pastorat de Laukischken est repris par son plus jeune fils issu de son troisième mariage. Anna meurt à Insterburg et est enterrée dans le cimetière local. Aujourd'hui est dressée une pierre commémorative dans un parc d'Insterburg en allemand.

## Chanson
Le poème Anke van Tharaw, écrit à l'origine en bas prussien de la Sambie, est écrit à l'occasion du premier mariage d'Anna Neander avec le pasteur Johannes Portatius en décembre 1636. On attribué le texte à Simon Dach, un ami d'étude de Johannes Portatius, les doutes sur cette paternité sont entre-temps considérés comme réfutés. Une première mise en musique, publiée en 1642, est de Heinrich Albert et est basée sur diverses versions de Ännerlein von Torgen de 1590 par un compositeur inconnu. Le poème est traduit dans la forme alors de l'allemand standard par Johann Gottfried von Herder et publié en 1778 dans Volkslieder sous le titre Annchen von Tharau. En 1827, Friedrich Silcher souligne ce texte d'une nouvelle mélodie. En 1845, Henry Longfellow traduit le poème en anglais (Annie of Tharaw).
En 1878, l'opéra Ännchen von Tharau est créé au Stadttheater de Hambourg. Le livret est de Roderich Fels, la composition de Heinrich Hofmann. L'opéra est donnée aussi à Riga, Brno, Graz, Rotterdam et Bâle et finalement présenté dans deux opéras de Berlin, 1886 à l'Opéra Kroll, 1889 à le Hofoper. L'œuvre disparaît par la suite. Le compositeur Heinrich Strecker crée également une opérette du même nom, présentée à Breslau en 1933. Le livret de Bruno Hardt-Warden et Hans Spirk ressemble peu à l'original et se termine par une fin heureuse pour Simon Dach et Ännchen.
Le personnage donne aussi trois films allemands.
Une rose porte également son nom.
| Samländisch Niederdeutsch | Standarddeutsch | Français |
| --- | --- | --- |
| Anke van Tharaw öß, de my geföllt, Se öß mihn Lewen, mihn Goet on mihn Gölt. Anke van Tharaw heft wedder eer Hart Op my geröchtet ön Löw’ on ön Schmart. Anke van Tharaw mihn Rihkdom, mihn Goet, Du mihne Seele, mihn Fleesch on mihn Bloet. Quöm’ allet Wedder glihk ön ons tho schlahn, Wy syn gesönnt by een anger tho stahn. Kranckheit, Verfälgung, Bedröfnös on Pihn, Sal vnsrer Löve Vernöttinge syn. Recht as een Palmen-Bohm äver söck stöcht, Je mehr en Hagel on Regen anföcht. So wardt de Löw’ ön onß mächtich on groht, Dörch Kryhtz, dörch Lyden, dörch allerley Noht. Wördest du glihk een mahl van my getrennt, Leewdest dar, wor öm dee Sönne kuhm kennt; Eck wöll dy fälgen dörch Wöler, dörch Mär, Dörch Yhß, dörch Ihsen, dörch fihndlöcket Hähr. Anke van Tharaw, mihn Licht, mihne Sönn, Mihn Leven schluht öck ön dihnet henönn. Wat öck geböde, wart van dy gedahn, Wat öck verböde, dat lätstu my stahn. Wat heft de Löve däch ver een Bestand, Wor nich een Hart öß, een Mund, eene Hand? Wor öm söck hartaget, kabbelt on schleyht, On glihk den Hungen on Katten begeyht. Anke van Tharaw dat war wy nich dohn, Du böst mihn Dühfkẽ myn Schahpkẽ mihn Hohn. Wat öck begehre, begehrest du ohck, Eck laht den Rack dy, du lätst my de Brohk. Dit öß dat, Anke, du söteste Ruh Een Lihf on Seele wart vht öck on Du. Dit mahckt dat Lewen tom Hämmlischen Rihk, Dörch Zancken wart et der Hellen gelihk. | Annchen von Tharau ist, die mir gefällt; Sie ist mein Leben, mein Gut und mein Geld. Annchen von Tharau hat wieder ihr Herz Auf mich gerichtet in Lieb’ und in Schmerz. Annchen von Tharau, mein Reichthum, mein Gut, Du meine Seele, mein Fleisch und mein Blut! Käm’ alles Wetter gleich auf uns zu schlahn, Wir sind gesinnet bei einander zu stahn. Krankheit, Verfolgung, Betrübniß und Pein Soll unsrer Liebe Verknotigung seyn. Recht als ein Palmenbaum über sich steigt, Je mehr ihn Hagel und Regen anficht; So wird die Lieb’ in uns mächtig und groß Durch Kreuz, durch Leiden, durch allerlei Noth. Würdest du gleich einmal von mir getrennt, Lebtest, da wo man die Sonne kaum kennt; Ich will dir folgen durch Wälder, durch Meer, Durch Eis, durch Eisen, durch feindliches Heer. Annchen von Tharau, mein Licht, meine Sonn, Mein Leben schließ’ ich um deines herum. Was ich gebiete, wird von dir gethan, Was ich verbiete, das läst du mir stahn. Was hat die Liebe doch für ein Bestand, Wo nicht Ein Herz ist, Ein Mund, Eine Hand? Wo man sich peiniget, zanket und schlägt, Und gleich den Hunden und Kazen beträgt? Annchen von Tharau, das woll’n wir nicht thun; Du bist mein Täubchen, mein Schäfchen, mein Huhn. Was ich begehre, ist lieb dir und gut; Ich laß den Rock dir, du läßt mir den Hut! Dies ist uns Annchen die süsseste Ruh, Ein Leib und Seele wird aus Ich und Du. Dies macht das Leben zum himmlischen Reich, Durch Zanken wird es der Hölle gleich. | Annette de Tharau est celle que j'aime ; Elle est ma vie, ma propriété et mon argent. Annette de Tharau a retrouvé son cœur Me visait dans l'amour et dans la douleur. Annette de Tharau, ma richesse, ma propriété, Toi mon âme, ma chair et mon sang ! Si tout le temps venait vers nous, Nous sommes censés nous soutenir les uns les autres. Maladie, persécution, chagrin et tourment Que notre amour soit un nœud. Juste comme un palmier s'élève au-dessus, Plus la grêle et la pluie l'attaquent. C'est ainsi que l'amour devient puissant et grand en nous À travers la croix, à travers la souffrance, à travers toutes sortes d'épreuves. Voudriez-vous vous séparer de moi tout de suite Tu as vécu là où tu connais à peine le soleil ; Je veux te suivre à travers les forêts, à travers la mer, À travers la glace, à travers le fer, à travers une armée ennemie. Annette de Tharau, ma lumière, mon soleil, J'enroule ma vie autour de la tienne. Ce que je commande sera fait par toi Ce que je t'interdis, laisse-moi le dire. Quelle persistance a l'amour Où il n'y a pas un cœur, une bouche, une main ? Où l'on se tourmente, on se chamaille et on frappe, Et égal aux chiens et aux chats? Annette de Tharau, nous ne voulons pas faire cela ; Tu es ma colombe, ma brebis, ma poule. Ce que je désire vous est cher et bon ; Je te laisse la jupe, tu me laisses le chapeau ! C'est le plus doux repos d'Annchen, Moi et vous devenez un corps et une âme. Cela fait de la vie le royaume céleste, À force de se chamailler, ça devient l'enfer. |